# Trollech
A Trollech cseh pagan/black metal zenekar. 1999-ben alakultak meg Plzeň-ben. Nagyrészt cseh nyelven énekelnek. Szövegeik fő témái az erdők, trollok, fák, kastélyok, törpék, eső, mennydörgés. Stílusukat "erdei black metal" névvel illetik. A "Trollech" név ténylegesen nem jelent semmit, a zenekar tagjai szerint viszont a "saját gondolataik, érzelmeik szabad kifejezését" jelenti.

## Tagok
- Asura Godwar Gorgon's Ray–basszusgitár, üvöltés, hárfa
- Throllmas–gitár, éneklés
- Sheafraidh–dobok
- Morbivod–gitár, üvöltés

Volt tagok:
- Johannes–gitár (2001-2006)

## Diszkográfia
- Ve hvozdech... (2001)
- Synové lesu (2002)
- V rachotu hromu (2003)
- Skryti v mlze (2006)
- Jasmuz (2010)
- Vnitrní tma (2012)
- Kazdy strom má svúj stín (2017)

## Egyéb kiadványok

### Demók
- Dech pohanskych vetru (1999)

### EP-k
- Tvare stromú (2003)

### Split lemezek
- Tumultus / Saros (2005)
- Trollech vs Heiden (2007)

### Koncertlemezek
- Svatoboj (Metal Swamp no. 22) (2006)
- Metal Swamp no. 28 (2007)

### Válogatáslemezek
- Ve hvozdech and Synové lesú (2010)